# Franz Zagermann
Franz Zagermann (ur. 28 lipca 1882 w Zawierzu, zm. 26 lutego 1945 w Unikowie) – niemiecki duchowny rzymskokatolicki, proboszcz parafii św. Jana Chrzciciela w Unikowie, wicedziekan dekanatu reszelskiego, męczennik okresu II wojny światowej oraz Sługa Boży Kościoła katolickiego.

## Życiorys
Urodził się 28 lipca 1882 roku w Zawierzu koło Braniewa, w zamożnej rodzinie rolniczej jako syn Ferdynanda i Anny Zagermann. Miał młodszego brata, Antoniego. W 1903 roku ukończył gimnazjum w Braniewie, gdzie później odbył także studia w Seminarium Duchownym. Święcenia kapłańskie przyjął 23 czerwca 1907 roku we Fromborku z rąk biskupa pomocniczego Eduarda Herrmanna.
Swoją pracę duszpasterską rozpoczął jako wikariusz w Plutach, a od 28 marca 1908 roku w Nowej Cerkwi, następnie 21 czerwca 1910 roku objął posadę wikariusza w Dobrym Mieście. Dnia 9 sierpnia 1911 roku został mianowany komendariuszem w Świątkach. Kilka miesięcy później, 14 października 1911 roku, rozpoczął pracę jako wikariusz w Lubieszewie, gdzie od 9 stycznia 1912 roku pełnił funkcję komendariusza. Z kolei 21 marca 1912 roku został wikariuszem parafii św. Jana w Malborku, gdzie pozostał przez 16 lat. W Malborku angażował się w pracę z młodzieżą, udzielał lekcji religii w szkole, a także regularnie odwiedzał parafian, szczególnie mieszkających na przedmieściach. W czasie I wojny światowej służył w wojsku jako sanitariusz, a po powrocie pod koniec 1915 roku wznowił swoją działalność duszpasterską w Malborku.
Dnia 7 września 1928 roku otrzymał nominację na proboszcza parafii w Unikowie, a od 19 października 1936 roku pełnił dodatkowo funkcję wicedziekana dekanatu reszelskiego.

### II wojna światowa
Po wybuchu II wojny światowej ksiądz Zagermann próbował zorganizować duszpasterstwo dla polskich robotników przymusowych, które byłoby prowadzone w języku polskim, jednak niemieckie władze zezwoliły jedynie na odprawianie nabożeństw w języku niemieckim.
29 stycznia 1945 roku, po odprawieniu ostatniej mszy w kościele parafialnym, dołączył do mieszkańców Unikowa szukających schronienia w pobliskiej kolonii, gdzie nadal służył wiernym swoją posługą i wspólnie z nimi modlił się, chroniąc się przed żołnierzami radzieckimi. Wraz z innymi mieszkańcami przeniósł się do gospodarstwa rodziny Kroschewskich, zabierając ze sobą szaty liturgiczne i naczynia kościelne. W tym miejscu spędził ostatnie tygodnie swojego życia, otwarcie pokazując, że jest duchownym, ponieważ na co dzień nosił sutannę. Po wkroczeniu wojsk radzieckich do Unikowa 29 stycznia mieszkańcy wsi zostali zmuszeni do opuszczenia swoich domów. Rosjanie dowiedzieli się o jego obecności i zaczęli odwiedzać gospodarstwo Kroschewskich. Wśród odwiedzających był również dowódca, który znał język niemiecki i rozmawiał z księdzem Zagermannem. Dzięki tym rozmowom ksiądz chronił innych mieszkańców przed plądrowaniem i zapewniał im względne bezpieczeństwo. Każdego wieczoru wspólnie z ukrywającymi się modlił się, odmawiając różaniec.
Według relacji jego gospodyni, Agnes Grant, w nocy z 24 na 25 lutego 1945 roku, około godziny 3 nad ranem, do domu, gdzie przebywał ksiądz Zagermann, wtargnęło trzech rosyjskich żołnierzy. Pytali go, czy jest popem, a następnie zadawali pytania po rosyjsku, których ksiądz nie rozumiał. Następnie zaczęli go torturować i strzelać w jego pobliżu, aby go zastraszyć. Przeszukując pokój, natknęli się na monstrancję, co potwierdziło, że jest duchownym, po czym postrzelili go. Mimo ran ksiądz Zagermann przeżył. Jeden z żołnierzy, widząc, że nadal oddycha, stanął mu na klatce piersiowej a następnie opuścili gospodarstwo. Ksiądz żył jeszcze ponad 30 godzin, spędzając ostatnie chwile na modlitwie. Zmarł 26 lutego 1945 roku w wieku 63 lat.
Po śmierci księdza ubrano w szaty liturgiczne, a osoby przebywające w tym miejscu modliły się przy jego ciele. Następnego dnia do domu powrócili żołnierze radzieccy, którzy, widząc go w liturgicznych szatach, zaczęli strzelać do okien i pobili gospodarza domu. Nakazali także pochować księdza w ogrodzie, co dokonano pod ich nadzorem – ciało owinięto w prześcieradło i złożono w płytkim grobie.

### Pogrzeb
W dniach 23–24 lipca 2024 odbyły się prace poszukiwawcze przeprowadzone przez Biuro Poszukiwań i Identyfikacji IPN na terenie dawnego gospodarstwa rodziny Kroschewskich, w trakcie których odnaleziono i ekshumowano ciało Franza Zagermanna.
Uroczystości pogrzebowe Franza Zagermanna odbyły się w dniach 5–6 września 2024 w Unikowie. W dniu 5 września miało miejsce wprowadzenie trumny do kościoła parafialnego i Msza Święta pod przewodnictwem bpa Janusza Ostrowskiego. 6 września odbyła się natomiast Msza Święta pogrzebowa pod przewodnictwem abpa Józefa Górzyńskiego i złożenie do grobu na miejscowym cmentarzu.

## Upamiętnienie
Ks. Franz Zagermann doczekał się między innymi biogramu w opracowaniu Zeugen für Christus das deutsche Martyrologium des 20. Jahrhunderts, Tom 1 pod redakcją Helmuta Molla (Schöningh, Paderborn, 1999, s. 822–823) oraz opracowaniu Andrzeja Kopiczko pt. Duchowieństwo katolickie w diecezji warmińskiej w latach 1821–1945, część 2: Słownik (Wydział Duszpasterski Kurii Metropolitalnej Archidiecezji Warmińskiej, Olsztyn, 2003).
W 2007 w archidiecezji warmińskiej został rozpoczęty proces beatyfikacyjny 46 męczenników z okresu II wojny światowej, ofiar komunizmu i narodowego socjalizmu (tzw. proces beatyfikacyjny ks. Jozefa Steinki i Towarzyszy), wśród których znalazł się ks. Franz Zagermann. Proces otworzył arcybiskup Wojciech Ziemba w dniu 15 września 2007. 5 listopada 2011 uroczyście zakończono pierwszy etap diecezjalnego procesu beatyfikacyjnego męczenników warmińskich II wojny światowej, zaś 6 października 2021 archidiecezja warmińska otrzymała od Kongregacji Spraw Kanonizacyjnych dekret o ważności akt  kończący postępowanie na etapie diecezjalnym.